# إل غروفي (بونتيفيدرا)
بلدية إل غروفي (بالإسبانية: El Grove) هي بلدية تقع في مقاطعة بونتيفيدرا التابعة لمنطقة غاليسيا شمال غرب إسبانيا.

## الديموغرافيا
يبلغ عدد سكان بلدية إل غروفي 11.241 نسمة عام 2011 (وفقاً للمعهد الوطني للإحصاء الإسباني).
| 11.035 | 11.049 | 11.075 | 11.218 | 11.226 | 11.250 | 11.241 |

## أعلام
- راؤول كانيدا